# Marjolein van 't Geloof
Maria Apolonia (Marjolein) van 't Geloof (Dirksland, 27 maart 1996) is een Nederlands wielrenster die actief is op de baan en op de weg.

## Carrière
Na drie jaar bij het clubteam Jan Van Arckel, kwam Van 't Geloof in 2018 uit voor de Belgische wielerploeg Lotto Soudal Ladies en in 2019 voor het Italiaanse Alé Cipollini. Van 2020 tot en met 2022 reed ze voor de Britse ploeg Drops-Le Col en in 2023 voor de Amerikaanse ploeg Human Powered Health. Vanaf 2024 rijdt ze voor het Britse Hess Cycling Team.
Ze won in 2017 het Nederlands kampioenschap puntenkoers en in 2021 won ze de nationale titel in de koppelkoers, samen met Nina Kessler.

### Privé
Zij heeft een relatie met wielrenner Harry Tanfield.

## Belangrijkste resultaten

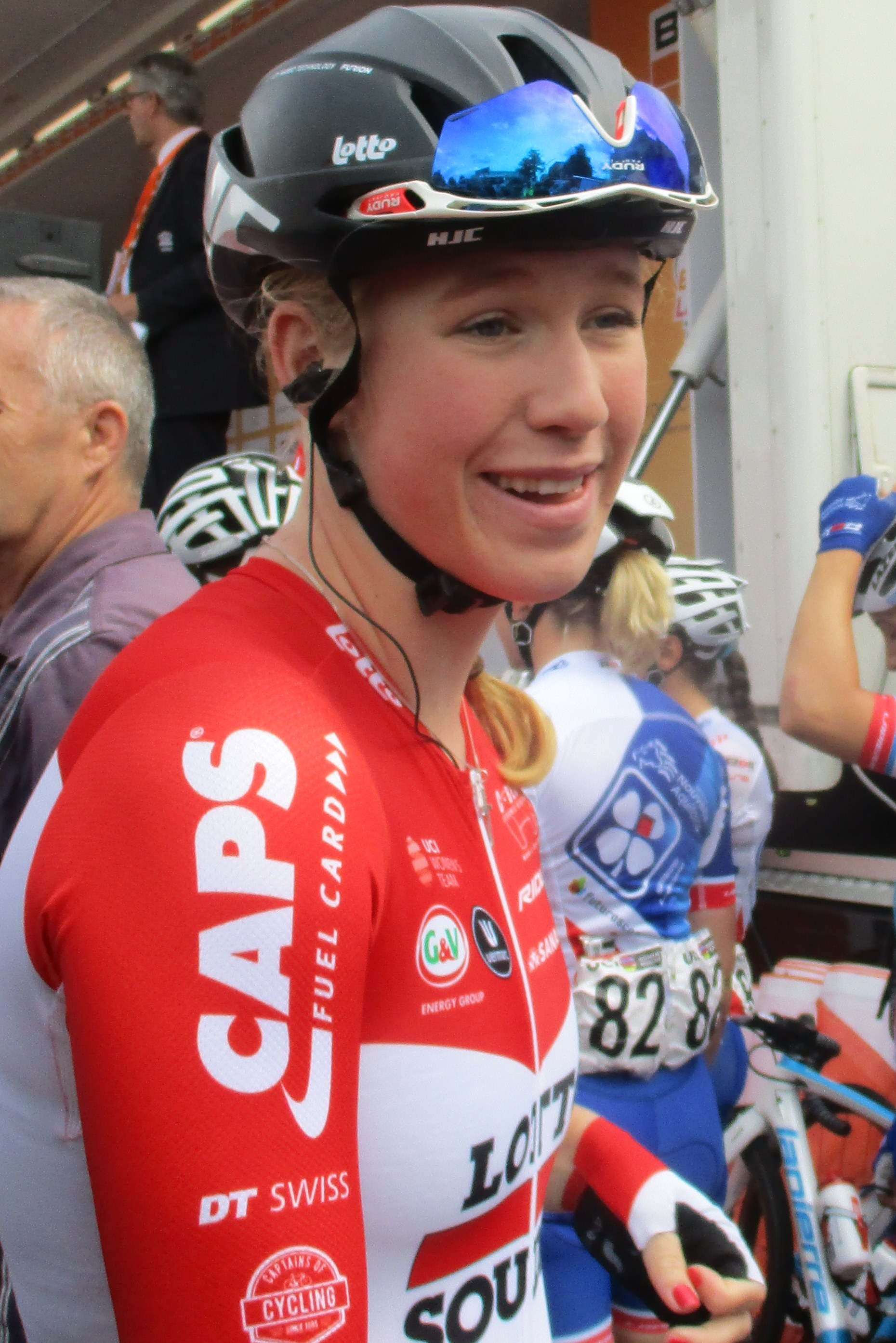
Van 't Geloof in de Boels Ladies Tour 2018.

### Op de weg
2014
 Nederlands kampioenschap op de weg, junior
Jongerenklassement BeNe Ladies Tour
2017
Beste clubrenster in Healthy Ageing Tour
2018
 Omloop van de Westhoek
 7-Dorpenomloop Aalburg
2019
 Trofee Maarten Wynants
2022
Grote Prijs Beerens
 Binche-Chimay-Binche

#### Resultaten in voornaamste wedstrijden
| Jaar | Ronde van Italië | Ronde van Frankrijk | Ronde van Spanje |
| ---- | ---------------- | ------------------- | ---------------- |
| 2015 |                  |                     |                  |
| 2016 |                  |                     |                  |
| 2017 |                  |                     |                  |
| 2018 |                  |                     | 55e              |
| 2019 |                  |                     | 32e              |
| 2020 |                  |                     |                  |
| 2021 |                  |                     |                  |
| 2022 |                  | opgave              |                  |
| 2023 |                  | 123e                |                  |
| 2024 |                  |                     |                  |
| 2025 |                  | opgave              |                  |

| Jaar | Milaan-San Remo | Gent-Wevelgem | Parijs-Roubaix | Classic Brugge-De Panne | Nokere Koerse | Le Samyn |
| ---- | --------------- | ------------- | -------------- | ----------------------- | ------------- | -------- |
| 2015 |                 | 25e           |                |                         |               |          |
| 2016 |                 |               |                |                         |               | opgave   |
| 2017 |                 |               |                |                         |               |          |
| 2018 |                 | opgave        |                | 73e                     |               | 10e      |
| 2019 |                 |               |                | 40e                     | 8e            | 13e      |
| 2020 |                 |               |                |                         |               | 8e       |
| 2021 |                 | opgave        |                | 99e                     |               | 5e       |
| 2022 |                 | 62e           | 57e            | 31e                     | 5e            | 6e       |
| 2023 |                 | opgave        | 60e            | 36e                     | 4e            | 6e       |
| 2024 |                 |               |                |                         |               | 33e      |
| 2025 |                 | 4e            | 23e            | 18e                     | 4e            | 7e       |

### Op de baan
| Jaar | # Discipline                                                                               |
| ---- | ------------------------------------------------------------------------------------------ |
| 2015 | omnium                                                                                     |
| 2016 | achtervolging · scratch                                                                    |
| 2017 | puntenkoers · scratch                                                                      |
| 2018 | koppelkoers (met Phaedra Krol) · achtervolging · ploegenachtervolging                      |
| 2019 | derny                                                                                      |
| 2021 | koppelkoers (met Nina Kessler) · scratch                                                   |
| 2022 | ploegenachtervolging · scratch · afvalkoers · koppelkoers (met Nina Kessler) · puntenkoers |
| 2023 | achtervolging · scratch                                                                    |

## Ploegen

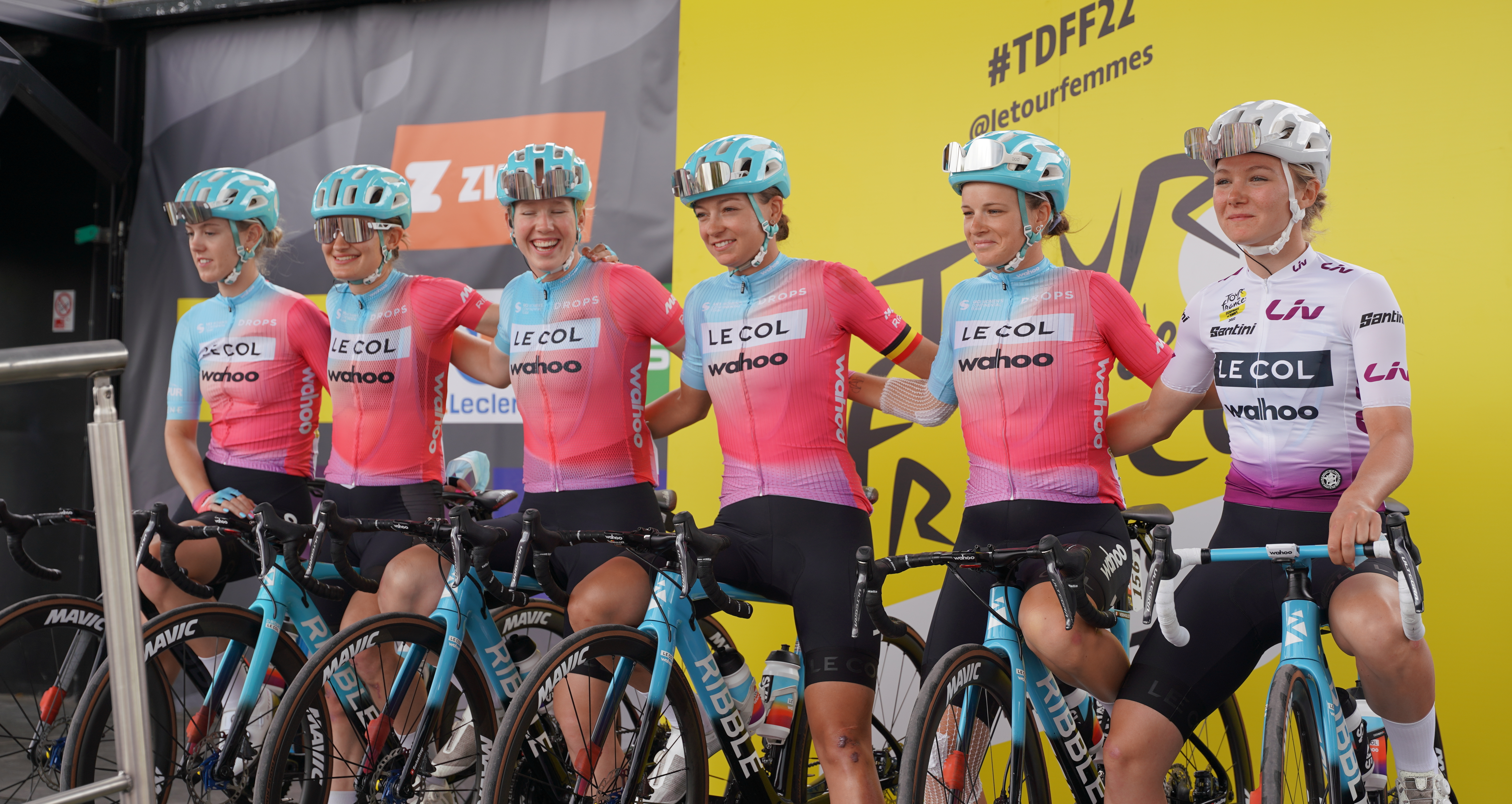
Van 't Geloof (3e van links) met Le Col-Wahoo in de Tour de France Femmes 2022.

- 2018 —  Lotto Soudal Ladies
- 2019 —  Alé Cipollini
- 2020 —  Drops Cycling Team
- 2021 —  Drops-Le Col
- 2022 —  Le Col-Wahoo
- 2023 —  Human Powered Health
- 2024 —  Hess Cycling Team
- 2025 –  Arkéa-B&B Hotels

Beckers · Castrique · Demey · Dom · Dréville · Van ’t Geloof · Hoffmann · De Jong · Kopecky · Moonen · Van de Velde · Van den Steen · Vanhoutte
Bariani · Erić · Hosking · Kasper · Quagliotto · Paladin · Peñuela · Raimondi · Swinkels · Trevisi · Van 't Geloof · Yonamine
Bennett · Christian · Van 't Geloof · Martins · Meakin · Moberg · Lowden · Olsen · Penton · Smekal · Tacey
Bennett · Christian · Christmas · Van der Duin · Van 't Geloof · Martins · Meakin · Moberg · Lowden · Olsen · Penton · Smekal · Tacey · Towers
Van Agt (vanaf 1/5) · Christian · Van der Duin · Van 't Geloof · Holden · King · Martins · Merino · Moberg · Perkins · Tacey · Towers · Vandenbulcke · Verhulst
Buysman · Christie · Christofórou · Clouse · Cordon-Ragot (vanaf 6/4) · Van 't Geloof · Kröger · MacPherson · Malcotti · Pikulik · Raaijmakers · Schmid · Vandenbulcke · Williams · Wood · Yonamine